# Хербариум на Института по биоразнообразие и екосистемни изследвания
Хербариумът на отдел „Растително и гъбно разнообразие и ресурси“, Институт по биоразнообразие и екосистемни изследвания към Българската академия на науките е най-големият и най-представителен източник на информация за растителното разнообразие на България, както и един от най-значимите центрове с информация за изучаването на флората на Балканите.
Хербариумът е регистриран в Index Herbariorum като международно признат хербариум с акроним SOM. Състои се от повече от 175 000 образци от всички растителни таксономични групи, с изключение на водорасли – мъхове, хвощове, папратовидни, голосеменни и покритосеменни растения.
Хербарната колекция е създадена през 1919 г. от акад. Иван Буреш като Хербариум на Природонаучния музей на Царските природонаучни институти. Състои се от хербарните сбирки на български и чуждестранни ботаници, като Александър Дреновски, Анание Явашов, Андрей Тошев, Божимир Давидов, Борис Ахтаров, Вацлав Стрибърни, Васил Ковачев, Иван Мърквичка, Иван Нейчев, Иван Урумов, Йосиф Веленовски и др.
Хербарният образец представлява изсушено чрез пресиране растение, закрепено, чрез зашиване или залепяне, върху лист картон с прикрепен в долния десен ъгъл етикет, който индикира наименованието на вида, находището, датата и лицето събрало и определило растението. Всеки хербарен образец има уникален референтен номер.
Хербариумът е в основата на всички таксономични и флористични проучвания на България, а също и на други европейски страни, от които има депозирани материали. Той е основата за разработването на монографската поредица „Флора на Република България“. Хербариумът се използва като сравнителен материал за установяване на таксономичната принадлежност на всички растения и гъби в страната, обект на проучване.